# Thomas Bortoli
Pour les articles homonymes, voir Bortoli.
Thomas Bortoli, né le 20 février 2002 à Busto Arsizio en Italie, est un handballeur italien qui évolue a Istres Provence Handball et en Équipe d'Italie masculine de handball,,

## Biographie
Né à Busto Arsizio, Thomas Bortoli grandit dans la villa de Cassano Magnago où il commence le handball à l'âge de six ans, avant d'intégrer en 2015 à l'âge de treize ans le HC Cassano Magnago avec qui il remporte plusieurs titres de champion d'Italie juniors dans plusieurs catégories d'âge et est élu meilleur jeune de la fédération italienne en 2020 et 2021. En 2020, il découvre l'équipe nationale. 
En 2021, il quitte l'Italie et intègre le centre de formation du Istres Provence Handball où il joue avec l'équipe réserve avec qui il remporte le championnat de Nationale 2. En 2022, il est appelé en sélection italienne pour l'Euro espoirs mais est victime d'une grosse blessure. Après trois ans au centre de formations, il signe en août 2024 son premier contrat professionnel. 